# ستيوارت غافين
ستيوارت غافين هو لاعب هوكي الجليد كندي، ولد في 15 مارس 1960 في أوتاوا في كندا.

## وصلات خارجية
- ستيوارت غافين على موقع دوري الهوكي الوطني (الإنجليزية)
- ستيوارت غافين على موقع EliteProspects.com (الإنجليزية)
- ستيوارت غافين على موقع HockeyDB.com (الإنجليزية)
- ستيوارت غافين على موقع Hockey-Reference.com (الإنجليزية)